# Cantó de La Guerche-de-Bretagne
El cantó de La Guerche-de-Bretagne (bretó Kanton Gwerc'h-Breizh) és una divisió administrativa francesa situat al departament d'Ille i Vilaine a la regió de Bretanya.

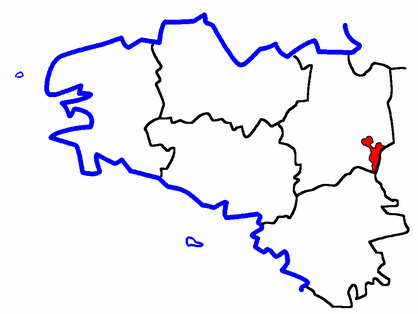
Situació del cantó

## Composició
El cantó aplega 12 comunes :
| Nom francès            | Nom bretó        | Població | km²    | Codi Postal | Codi INSEE |
| Availles-sur-Seiche    | Avallod-ar-Sec'h | 512      | 11,06  | 35130       | 35008      |
| Bais                   | Baez             | 1.928    | 35,18  | 35680       | 35014      |
| Chelun                 | Kelon            | 252      | 11,25  | 35640       | 35077      |
| Drouges                | Dougez           | 419      | 11,63  | 35130       | 35102      |
| Eancé                  | Aentieg          | 338      | 16,50  | 35640       | 35103      |
| La Guerche-de-Bretagne | Gwerc'h-Breizh   | 4.095    | 11,53  | 35130       | 35125      |
| La Selle-Guerchaise    | Kell-Gwerc'h     | 128      | 2,14   | 35130       | 35325      |
| Moulins                | Melined          | 562      | 15,21  | 35680       | 35198      |
| Moussé                 | Moc'hed          | 200      | 3,37   | 35130       | 35199      |
| Moutiers               | Mousterioù       | 655      | 17,64  | 35130       | 35200      |
| Rannée                 | Radenez          | 1.111    | 51,95  | 35130       | 35235      |
| Visseiche              | Gwisec'h         | 687      | 16,03  | 35130       | 35359      |
| Cantó                  | Gwerc'h-Breizh   | 10.887   | 203,49 | -           | 3515       |

## Evolució demogràfica
| 1962   | 1968   | 1975   | 1982   | 1990   | 1999   |
| ------ | ------ | ------ | ------ | ------ | ------ |
| 11.343 | 11.171 | 10.780 | 10.782 | 10.576 | 10.887 |

## Història
| Data d'elecció                           | Identitat      | Partit        | Qualitat |
| ---------------------------------------- | -------------- | ------------- | -------- |
| 2001-2008                                | Michel Theudes | Divers droite |          |
| 2008-                                    | Pierre Després | Divers droite |          |
| les dades anteriors no són pas conegudes |                |               |          |
|                                          |                |               |          |